# 이다촌 (미에현 나가군)
이다촌(猪田村)은 미에현 나가군에 있던 촌이다. 현재 이가시 북서부, 이가 철도 이가선・이타미치역 서쪽 일대, 대체로 기즈강 왼쪽 강변에 해당한다.

## 역사
- 1889년 4월 1일 - 정촌제 시행에 의해 나가라군 이다촌이 성립하였다.
- 1896년 4월 1일 - 군제 시행에 의해 나가군으로 변경되었다.
- 1950년 8월 1일 - 우에노시에 편입해, 동일 이다촌은 폐지되었다.

## 참고문헌
- 가도카와 일본 지명 대사전 24 三重県